# メンフィス・セントラル駅
メンフィス・セントラル駅（英語：Memphis Central Station ）は、アメリカ合衆国テネシー州メンフィス サウス・メイン・ストリート545にある駅。 全米各地を結ぶ旅客鉄道のアムトラックが乗り入れている。

## 概要
1944年までグランドセントラル駅と呼ばれるメンフィス・セントラル駅は、イリノイ・セントラル鉄道（IC）によって1914年に建設された。1969年に郵便施設建設のため取り壊された当駅の近隣にあったメンフィス・ユニオン駅と旅客ターミナル業務を分担していた。メンフィス・セントラル駅は1998年にメンフィス地区交通局（MATA）が所有権を取得した後、交通機関の施設、商業施設等として駅を復元するために2,320万ドルをかけ改修工事を施工し、工事は1999年に完成した。
メンフィス・セントラル駅にはアムトラックの施設に加えて、アパート、警察、商業施設が入居しており、待合室は第一級のバンケットルーム（宴会場）に改装された。駅の表通り側にはメンフィス鉄道・路面電車博物館が入居しており、過去や現在の都市の路面電車システムやイリノイ・セントラル鉄道ハドソン型機関車No.2499の1/8スケールモデルを含む様々な展示物を収蔵している。
20世紀の間、メンフィスは主要な鉄道のハブとなっていた。イリノイ・セントラル鉄道、ヤズー・アンド・ミシシッピ・バレー鉄道、シカゴ・ロック・アイランド・アンド・パシフィック鉄道、セントルイス・サンフランシスコ鉄道等の旅客列車が乗り入れていた。今日、メンフィス・セントラル駅には毎日シティ・オブ・ニューオーリンズ号が停車し、路面電車、路線バス、タクシーを利用することができる。
2016年の時点で、メンフィス・セントラル駅に隣接している68,800平方メートルの土地はヘンリー・ターリー社および地元資本の5,300万ドルの再開発計画の中心である。事業者は駅隣接の古い発電所を映画館に改装し、再開発地の南端に集合住宅を建設し、アパレルショップと公共エリアの再設計を計画している。メンフィス地区交通局はメインストリートとフロントストリートを結ぶ地下道を含め、歩行者・自転車交通の改善を実現するために連邦政府の助成金を充当する。テネシー州も、プロジェクトに約240万ドルを拠出した。

## 利用可能な鉄道路線／列車
アムトラックの停車する列車は下記の通り。
シカゴとニューオーリンズ間の夜行長距離列車シティ・オブ・ニューオーリンズ号…1日1往復停車
メンフィス地区交通局の路面電車は下記の通り。
リバー・フロント線

## バス
当駅から乗車できるバスは以下の通り。
路線バス： メンフィス地区交通局 (Memphis Area Transit Authority) …12系統、13系統、39系統

## 駅周辺
メンフィス・ファーマーズ・マーケット (Memphis Farmers Market)
国立公民権博物館 (National Civil Rights Museum)